# Teapa, Tabasco
Teapa là một đô thị thuộc bang Tabasco, México. Năm 2005, dân số của đô thị này là 49262 người.